# Lubomyr Husar
Lubomyr Husar, M.S.U. (en ucraniano: Любомир Гузар; Lwów, 26 de febrero de 1933-Knjažyči, 31 de mayo de 2017) fue un religioso ucraniano, arzobispo mayor emérito de Kiev-Galitzia y toda Rusia. Su jurisdicción abarca toda Ucrania incluyendo Lugansk, Donetsk, Zaporiyia, Jersón y Crimea) en definitiva fue de 2000 a 2011 el máximo líder de Iglesia greco-católica ucraniana. Perteneció al Grupo de San Galo.

## Biografía

### Orígenes
Monseñor Husar nació en 1933 en la ciudad de Leópolis, entonces conocida como Lwów y perteneciente a la Segunda República Polaca. Su familia era católica de rito bizantino. En 1944 tuvo que abandonar su país junto con su familia, pues las tropas soviéticas iban reconquistando el territorio que dejaban los alemanes. Se alojarían temporalmente en un campamento de refugiados cercano a Salzburgo (Austria). En 1949 conseguirían llegar a EE. UU., y Husar obtendría la nacionalidad estadounidense.

### Estudios y sacerdocio
Estudió en los colegios eclesiales ucranianos en Estados Unidos, después en la Universidad Católica de América en Washington y en la Universidad de Fordham en Nueva York. A los 25 años sería ordenado sacerdote de la diócesis ucraniana greco-católica de Stamford. Sirvió 11 años como profesor en el seminario ucraniano de EE. UU. y en las parroquias de inmigrantes. Después estudió en Roma y se sumó a la comunidad monástica ucraniana de los estuditas (de San Teodoro el Estudita) en 1973. Fue superior de la comunidad de su congregación en Grottaferrata, cerca de Roma hasta volver a Ucrania.

### Obispo
Fue ordenado obispo como titular de Nisa en Lycia por el cardenal y líder de los católicos ucranianos Josyf Slipyj en 1977, cuando oficialmente, según el régimen soviético, esta iglesia no existía y todas sus propiedades habían sido confiscadas, y su clero deportado, encarcelado o exterminado. Cuando la URSS se disolvió y monseñor Husar pudo volver a Ucrania se instaló en su Leópolis natal, donde sería director espiritual del seminario greco-católico local. De esta manera tendría especial influencia en el clero «post-soviético».
En 1996 fue elegido por los obispos greco-católicos exarca de Kiev, y poco después, nombrado obispo auxiliar de Leópolis, diócesis de la que sería obispo titular más tarde. Fue elegido presidente del Sínodo de la Iglesia greco-católica de Ucrania el 26 de enero de 2001.
En 2005 llevó la sede de la Iglesia de Leópolis a Kiev, capital política del nuevo país, pese a las protestas de la jerarquía ortodoxa rusa.

### Cardenalato
El papa Juan Pablo II lo elevó a la dignidad de cardenal en el consistorio del 21 de febrero de 2001, dándole el título de Santa Sofia a Via Boccea, mismo titulus que fue conferido a su predecesor como arzobispo mayor de Leópolis, Miroslav Iván Lubachivsky. El 6 de diciembre de 2004 fue nombrado arzobispo mayor «de Kiev-Galitzia y toda la Rus». El 10 de febrero de 2011 el papa Benedicto XVI lo relevó de su cargo por razones de salud.
Monseñor Husar falleció el 31 de mayo de 2017, a la edad de 84 años. Hablaba cinco idiomas, aparecía en los medios de comunicación y publicaba regularmente en un blog hasta su muerte.
| Predecesor: Miroslav Iván Lubachivsky | Arzobispo Mayor de Leópolis 2001-2005                      | Sucesor: Ihor Vozniak (como Arzobispo de Leópolis) |
| Predecesor: Primero en el cargo       | Arzobispo mayor de Kiev-Galitzia y toda la Rus 2005-2011   | Sucesor: Sviatoslav Shevchuk                       |
| Predecesor: Miroslav Iván Lubachivsky | Cardenal presbítero de Santa Sofía en Vía Boccea 2001-2017 | Sucesor: Mykola Bychok                             |